# نان وود غراهام
نان وود غراهام (بالإنجليزية: Nan Wood Graham)‏ هي عارضة أمريكية، ولدت في 26 يوليو 1899 في أناموسا في الولايات المتحدة، وتوفيت في 14 ديسمبر 1990 في مينلو بارك في الولايات المتحدة.